# 侯良柱
侯良柱（？—1637年），字朝石，永宁卫（今四川省叙永县）人，明朝末年将领。
天启初年，侯良柱累积战功升至四川副总兵。他率军征讨奢崇明父子，收复遵义城；又与参议赵邦清一同招降了奢寅的党羽安銮。天启六年（1626年）五月，侯良柱取代李维新担任四川总兵官，镇守永宁。当时奢崇明战败逃奔水西，与安邦彦会合，贵州军队多次征讨都未能取胜。崇祯二年（1629年），总督朱燮元派遣贵州总兵许成名收复赤水卫，奢崇明、安邦彦率领十余万军队前来争夺。许成名退回永宁，叛军追击得十分猛烈。侯良柱与监军副使刘可训出兵作战，稍作撤退，许成名等人赶来支援，叛军于是占据五峰山桃红坝。过了几天，侯良柱趁叛军没有防备，与副将邓玘等人在清晨薄雾中逼近敌营，叛军大败溃散。许成名听到山上的呼喊声，也出兵作战。叛军逃向鹅项岭，这条路径又长又窄，人马无法并列通过。侯良柱、邓玘的军队赶到后，叛军再次大败，死者达数万人。奢崇明、安邦彦以及安邦彦任命的都督莫德都被斩杀，还俘虏了他们的党羽杨作等数千人。多年的叛军被平定，当时称为 “西南奇捷”。
四川巡抚张论上报战功时，没有提及贵州将领。许成名等人发怒，声称安邦彦、莫德是自己的部将赵国玺斩杀的，而且奢崇明还没死。朱燮元相信了他们的话，向朝廷上奏。兵部无法决断，奖赏很久都没有落实。御史孙征兰说：“审讯俘虏阿痴、杨作等人，他们都证实安邦彦当时就被斩杀，显然不是贵州军队的功劳。”崇祯帝当即下令献上俘虏、祭告祖庙，并将贼寇首级传示九边。四川的巡抚、巡按以及御史毛羽健都为侯良柱、刘可训申诉功劳，指责朱燮元。朱燮元上疏辩解并请求离职，奖赏最终因此搁置。侯良柱怨恨朱燮元，不再为他效力，甚至互相上书攻击，最终被解除职务等候审查。过了很久，御史刘宗祥列出他的功绩。崇祯七年（1634年）八月，朝廷才记录他此前的功劳，晋升侯良柱为左都督，世袭锦衣指挥佥事；许成名等人也得到优厚提拔。不久，侯良柱再次担任四川总兵官。
崇祯八年（1635年）夏天，总督洪承畴大举讨伐变民军，命令侯良柱扼守变民军进入四川的道路。在凤县三江口作战，斩首三百七十多级。第二年冬天，变民军侵犯汉中，瑞王朱常浩派使者请求援兵。侯良柱率军救援，与其他将领一同击退变民军。崇祯十年（1637年）四月，四川发生七次地震、一次地鸣，占卜认为预示战事。变民军来攻，攻陷南江、通江。崇祯帝严厉斥责侯良柱和巡抚王维章。当时侯良柱驻守广元，召集各地军队九千多人，分别防守险要之地，只剩下两千人。变民军知道他兵力薄弱，五月再次侵犯川北。王维章向朝廷告急。恰逢变民军转而劫掠其他地方，侯良柱便撤回防守关隘的士兵，专心防守广元。王维章认为这不是良策，上奏朝廷。十月，李自成、过天星、混天星等人攻陷宁羌，分三路入侵。侯良柱紧急在绵州抵抗，因寡不敌众阵亡。变民军直逼成都，王维章当时驻守保宁，反而在城外，接连丢失三十多个州县。崇祯帝大怒，下令逮捕二人关进诏狱，当时还不知道侯良柱已经战死。案件审理完毕，王维章被流放，侯良柱被追夺官职。